# Rechtliche Stellung der deutschen Sprache in Südtirol

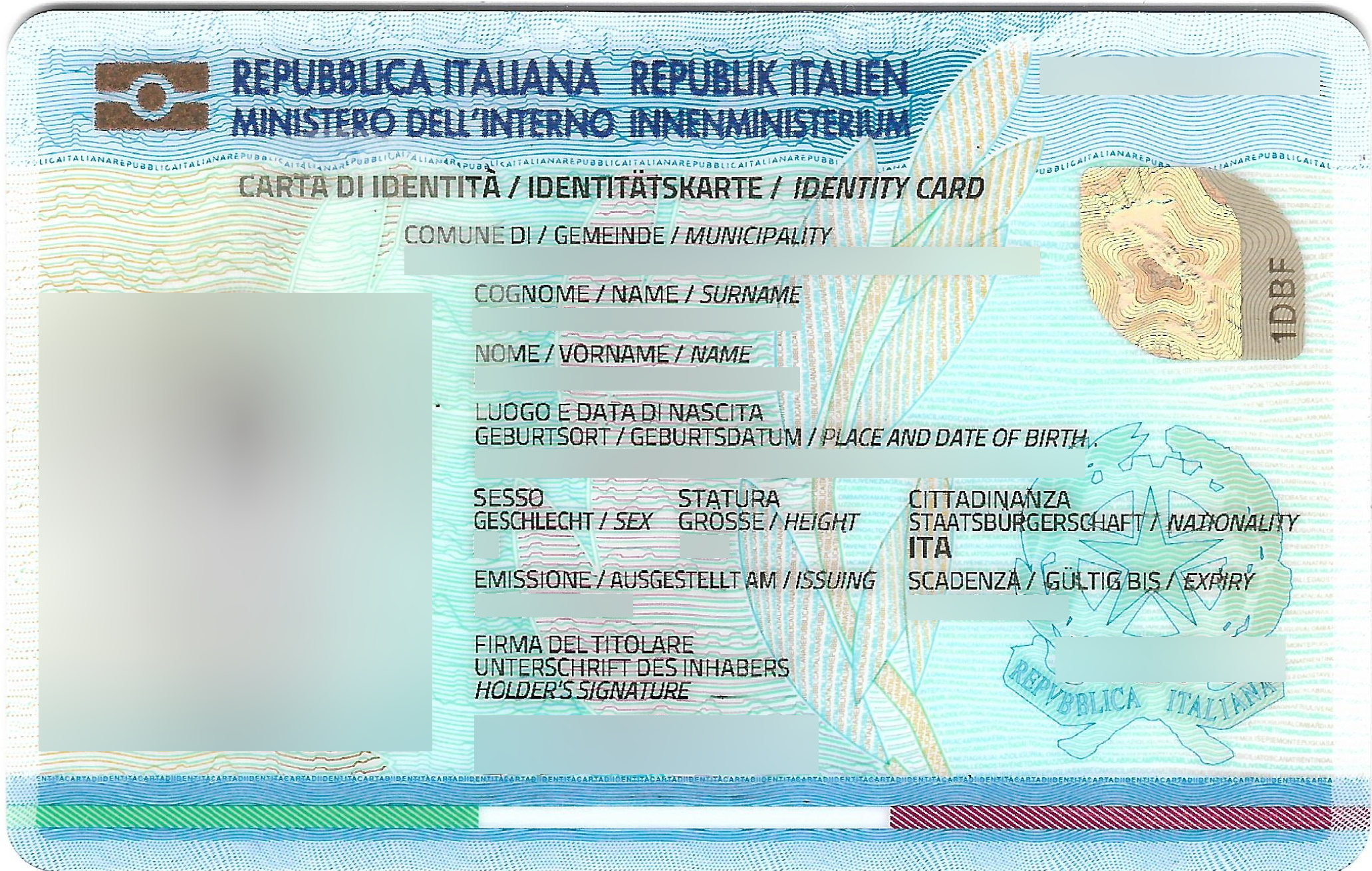
In Südtirol ausgestellte Identitätskarten sind zusätzlich auf Deutsch beschriftet.

Die rechtliche Stellung der deutschen Sprache in Südtirol wird durch das Zweite Autonomiestatut geregelt. Die deutsche Sprache ist seit dessen Verabschiedung in der gesamten Region Trentino-Südtirol und somit auch in der Provinz Bozen bzw. Südtirol der italienischen Sprache gleichgestellt. Der Artikel 99 des Statuts (Dekret des Präsidenten der Republik vom 31. August 1972, Nr. 670) lautet:
Die deutsche Sprache ist in der Region der italienischen Sprache, die die amtliche Staatssprache ist, gleichgestellt. In den Akten mit Gesetzeskraft und immer dann, wenn dieses Statut eine zweisprachige Fassung vorsieht, ist der italienische Wortlaut maßgebend.
Damit ist Deutsch regionale amtliche Staatssprache Italiens. De facto wird Deutsch aber nur in Südtirol als Amtssprache verwendet, da die Durchführungsbestimmungen zum Sprachengebrauch nur für das Gebiet der Autonomen Provinz Bozen – Südtirol gelten. Auf lokaler Ebene werden Deutsch und Italienisch in manchen Gemeinden durch Ladinisch als dritte Amtssprache ergänzt.

## Sprachgebrauch in der Schule

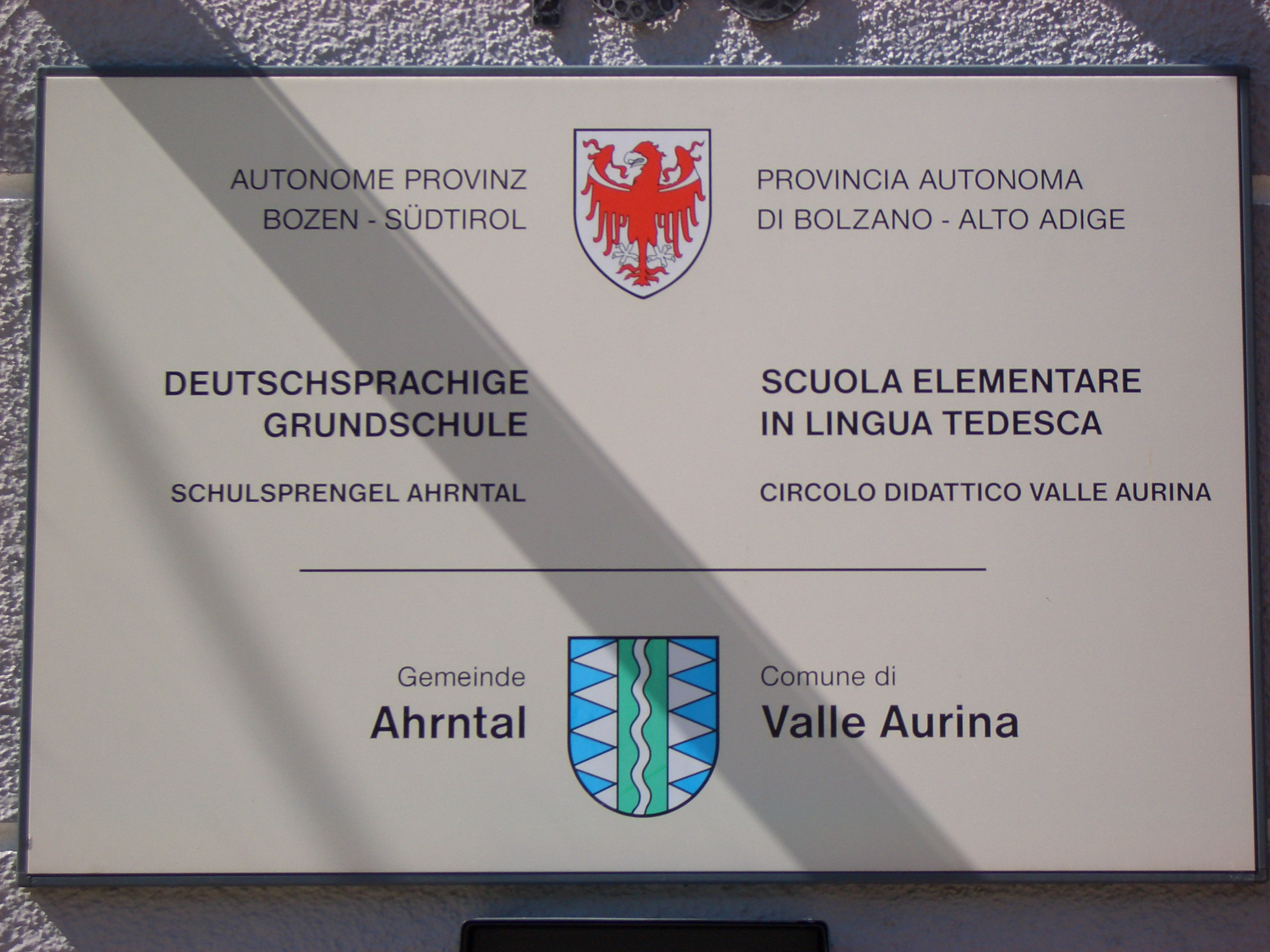
Eine deutschsprachige Schule in der Gemeinde Ahrntal

In Südtirol ist der deutschen Sprachgruppe muttersprachlicher Unterricht in den Kindergärten und Schulen garantiert. Das deutschsprachige Schulsystem besteht parallel neben den Schulen für die italienische Sprachgruppe und jenen für die ladinische Sprachgruppe. In Grundschulen, Mittelschulen und weiterführenden Schulen für die deutsche Sprachgruppe findet der Fachunterricht auf Deutsch statt. Auch die Staatliche Abschlussprüfung kann in deutscher Sprache abgelegt werden.

## Sprachgebrauch im öffentlichen Dienst
Die deutschsprachigen Bürger haben das Recht, im Verkehr mit allen öffentlichen Organen und Ämtern, die ihren Sitz in Südtirol haben oder regionale Zuständigkeit besitzen (letztere also auch, wenn sie im Trentino ihren Sitz haben) sowie mit den Konzessionsunternehmen, die in Südtirol öffentliche Dienste versehen, ihre Sprache zu gebrauchen. Mit anderen Worten können sich Südtiroler auf Deutsch an alle Gemeinden und Bezirksgemeinschaften, an die Autonome Provinz Bozen – Südtirol und die Autonome Region Trentino-Südtirol, an in Südtirol angesiedelte staatliche Stellen (etwa Gerichte, Steuerbehörde), sowie Dienstleister von zentraler Bedeutung (etwa Poste Italiane, Trenitalia) wenden.
Die Ämter, die Organe und Konzessionsunternehmen verwenden im schriftlichen und im mündlichen Verkehr die Sprache dessen, der sich an sie wendet, und antworten in der Sprache, in der der Vorgang von einem anderen Organ oder Amt eingeleitet worden ist; wird der Schriftverkehr von Amts wegen eröffnet, so wird er in der mutmaßlichen Sprache des Bürgers geführt, an den er gerichtet ist. Der Europäische Gerichtshof urteilte, dass die Möglichkeit, die deutsche Sprache vor den Südtiroler Zivilgerichten zu gebrauchen, nicht allein den in dieser Region wohnhaften italienischen Bürgern vorbehalten werden darf; diese Möglichkeit muss vielmehr jeder Unionsbürger haben.
In den Sitzungen der Kollegialorgane der Region, der Provinz Bozen und der örtlichen Körperschaften kann die italienische oder die deutsche Sprache benutzt werden. In den anderen Fällen wird der getrennte Gebrauch der italienischen oder der deutschen Sprache anerkannt.
Unberührt bleibt der alleinige Gebrauch der italienischen Sprache innerhalb der Einrichtungen des Militärs.

## Verletzung des Rechts auf den Gebrauch der Muttersprache
Die Durchführungsbestimmungen über den Sprachgebrauch, enthalten im Dekret des Präsidenten der Republik vom 15. Juli 1988, Nr. 574, sehen die Nichtigkeit eines Verwaltungsakts vor, wenn dieser nicht in der Muttersprache des Betroffenen verfasst ist.
Der Bürger kann innerhalb von zehn Tagen den Einwand der Nichtigkeit geltend machen. Es reicht ein Brief, in dem die betroffene Person erklärt, nicht in ihrer Muttersprache behandelt worden zu sein, oder auch nur eine mündliche Beschwerde. Eingebracht wird der Einwand entweder bei der für den Akt zuständigen Behörde oder beim Gemeindeamt am Wohnsitz des Betroffenen.
Der Einwand hat eine zeitweilige Unwirksamkeit des Verwaltungsakts zur Folge.
Die Behörde hat ihrerseits zehn Tage Zeit, um zu reagieren. Wenn sie den Einwand für begründet hält, erneuert sie den Akt in der jeweils anderen Sprache. Weist die Behörde den Rekurs ab, muss sie dies dem Betroffenen innerhalb von zehn Tagen mitteilen. Der Bürger kann dann das regionale Verwaltungsgericht anrufen. Lässt die Behörde die Zehntagesfrist ungenützt verstreichen, ist der vom Bürger beanstandete Verwaltungsakt endgültig unwirksam.
Zudem wurde im Jahr 2020 vom Südtiroler Landtag das Amt für Landessprachen und Bürgerrechte eingerichtet. Bei Verletzungen von Rechten zum Gebrauch der Muttersprache können sich Bürger und Bürgerinnen dort melden.

## Zugang zum öffentlichen Dienst
Die Anwärter für den öffentlichen Dienst müssen Kenntnisse in Deutsch und Italienisch nachweisen. Dies gilt auch bei Versetzungen aus rein italienischen Sprachgebieten.
Um eine Anstellung im öffentlichen Dienst zu erhalten, muss ein Zweisprachigkeitsnachweis vorgelegt werden. Dafür werden von einer eigenen amtlichen Dienststelle gemäß Dekret des Präsidenten der Republik Nr. 752/1976 Zweisprachigkeitsprüfungen angeboten. Seit 2010 bestehen aber auch andere behördlich anerkannte Möglichkeiten zum Nachweis sprachlicher Qualifikationen: Man kann ein äquivalentes Zertifikat international anerkannter Körperschaften vorlegen oder Sprachkenntnisse durch die persönliche Bildungsbiographie nachweisen. Je nach angestrebter Laufbahn innerhalb des öffentlichen Dienstes gibt es vier verschiedene Prüfungniveaus: C1 (für die höhere Laufbahn), B2 (für die gehobene), B1 (für die mittlere) und A2 (für die einfache Laufbahn). Ein erworbener Zweisprachigkeitsnachweis hat unbegrenzte Gültigkeit.
Eine Ausnahme von dieser Regel gilt für Anwärter auf den Lehrberuf. Da die Schulen nach Muttersprachen getrennt geführt werden, müssen Lehrer z. B. deutscher Muttersprache in deutschen Schulen nicht notwendig über einen Zweisprachigkeitsnachweis verfügen. Verfügen sie über den Nachweis, kommt ihnen eine Gehaltssteigerung in Form einer Zweisprachigkeitszulage zugute.

## Sprachgruppenzugehörigkeitserklärung bzw. Sprachgruppenzuordnungserklärung
Um festzustellen, in welchem Größenverhältnis die drei anerkannten Sprachgruppen Südtirols (deutsch, italienisch, ladinisch) zueinander stehen, werden alle Bürger in regelmäßig stattfindenden Erhebungen aufgerufen, ihre Sprachgruppenzugehörigkeit bzw. Sprachgruppenzuordnung zu erklären. Dies ist rechtlich relevant, weil in demselben Verhältnis öffentliche Stellen vergeben werden sowie Sozialwohnungen und andere fördernde Maßnahmen. Für eine Bewerbung oder Inanspruchnahme derartiger öffentlicher Mittel durch den Bürger ist dann eine persönliche Sprachgruppenzugehörigkeitserklärung bzw. Sprachgruppenzuordnungserklärung gesetzlich vorgeschrieben.

## Deutschsprachige Ortsnamen

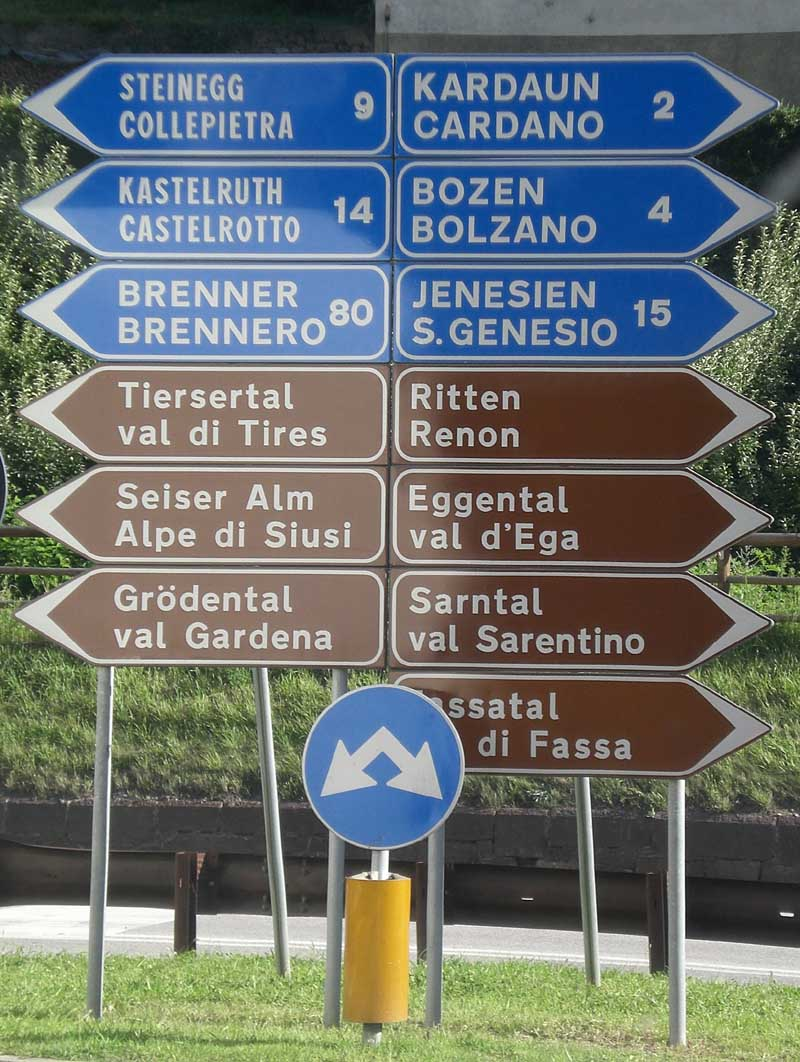
Zweisprachige Straßenschilder bei Kardaun

In Südtirol gilt offiziell flächendeckende deutsch-italienische Zweisprachigkeit und regionale ladinisch-deutsch-italienische Dreisprachigkeit (im Südtiroler Anteil Ladiniens). Diese Zwei- bzw. Dreisprachigkeit findet ihren Niederschlag auch in der amtlichen Orts- und Flurnamengebung. 
Die Amtlichkeit der Toponyme zeigt dabei graduelle Abstufungen: Der offizielle Status der meisten italienischen Namen ist gesetzlich abgesichert. Er fußt einerseits auf dem Namensdekret von 1923 aus der Zeit des italienischen Faschismus, andererseits auf dem Vorhandensein in den amtlichen topografischen Karten des Militärgeographischen Instituts. Die Verwendung der deutschen und ladinischen Toponyme wird prinzipiell im Südtiroler Autonomiestatut behandelt: Artikel 101 sieht vor, dass die öffentliche Verwaltung gegenüber den deutschsprachigen Bürgern die deutschen Ortsnamen verwenden muss, wenn ein Landesgesetz ihr Vorhandensein festgestellt und die Bezeichnung genehmigt hat; Artikel 102 gewährt der ladinischen Bevölkerung das Recht auf Wahrung ihrer Ortsnamen. Allerdings sind die deutschen und ladinischen Toponyme de jure nicht bestätigt, da sie in keinem den Sachverhalt regelnden Dekret oder Landesgesetz aufscheinen.
Die deutschen und ladinischen Namen können jedoch als „halbamtlich“ eingeordnet werden, zumal sie von der öffentlichen Verwaltung verwendet werden und auf Südtiroler Landesebene den italienischen Namen gleichgestellt sind. Diverse Vorstöße des Südtiroler Landtags, die deutschen und ladinischen Toponyme festzulegen und gleichzeitig nie in Gebrauch gekommene italienische Toponyme zu streichen, scheiterten entweder an Einwänden italienischer Landespolitiker oder Einsprüchen der italienischen Regierung.
De facto hat die juristische Streitfrage kaum Auswirkungen: Deutsche und ladinische Namen sind systematisch in allen Kontexten in aktiver Verwendung. So sind beispielsweise sämtliche Ortstafeln und Verkehrsschilder heutzutage zweisprachig bzw. in ladinischsprachigen Landesteilen dreisprachig. Die Reihung der Ortsnamen auf der Beschilderung ist dabei nicht einheitlich geregelt. Nachdem bis dato die italienische Bezeichnung im Normalfall als erste gereiht worden war, fasste die Südtiroler Landesregierung – auf Anregung von Bruno Hosp – 1983 den Beschluss, dass von nun an bei der Beschriftung der Ortsschilder an den Landesstraßen und den vom Land instand gehaltenen Gemeindestraßen [...] jene Sprache Vorrang hat, die von der Mehrheit der Bevölkerung des betreffenden Ortes gesprochen wird. Diese Praxis fand nach der Übernahme des Netzes durch die Südtiroler Landesverwaltung 1997 auch auf Staatsstraßen nahezu flächendeckende Verbreitung, wodurch im Großteil Südtirols die deutschen Ortsnamen typischerweise erstgenannt sind. Im Straßenbereich räumt allein die Beschilderung der Brennerautobahn auf ganzer Länge den italienischen Bezeichnungen Vorrang ein. Zweisprachigkeit herrscht auch im Eisenbahnwesen, wobei auf den von der Rete Ferroviaria Italiana verwalteten Strecken die italienischen Namen erstgereiht ist, auf den von den Südtiroler Transportstrukturen verwalteten hingegen die deutschen Namen.